# جون هود (صحفي)
جون هود (بالإنجليزية: John Hood)‏ هو صحفي ودبلوماسي أسترالي، ولد في 31 مايو 1904 في أديلايد في أستراليا، وتوفي في 3 أكتوبر 1991.